# رود سانکوش
رود سانکوش (انگلیسی: Sankosh River) یک رود در کشورهای هند و بوتان است.